# 2014年ソチオリンピックのアメリカ合衆国選手団
2014年ソチオリンピックのアメリカ合衆国選手団（2014ねんソチオリンピックのアメリカがっしゅうこくせんしゅだん）は、2014年2月7日から23日までロシアのソチで開催された第22回オリンピック冬季競技大会のアメリカ合衆国選手団、およびその競技結果。

## 概要
今大会は金メダル9個、銀メダル7個、銅メダル12個の合計28個のメダルを獲得した。

## メダル
| メダル | 選手名 | 競技                 | 種目                 |
| ------ | --- | -------------------- | -------------------- |
| 金     | セージ・コッツェンバーグ | スノーボード         | 男子スロープスタイル |
| 金     | ジェイミー・アンダーソン | スノーボード         | 女子スロープスタイル |
| 金     | ケイトリン・ファリントン | スノーボード         | 女子ハーフパイプ     |
| 金     | ジョス・クリステンセン | フリースタイルスキー | 男子スロープスタイル |
| 金     | デーヴィッド・ワイズ | フリースタイルスキー | 男子ハーフパイプ     |
| 金     | マディー・ボーマン | フリースタイルスキー | 女子ハーフパイプ     |
| 金     | テッド・リゲティ | アルペンスキー       | 男子大回転           |
| 金     | ミカエラ・シフリン | アルペンスキー       | 女子回転             |
| 金     | メリル・デイヴィス チャーリー・ホワイト | フィギュアスケート   | アイスダンス         |
| 銀     | ガス・ケンワージー | フリースタイルスキー | 男子スロープスタイル |
| 銀     | デヴィン・ローガン | フリースタイルスキー | 女子スロープスタイル |
| 銀     | ノエル・ピカス＝ペイス | スケルトン           | 女子                 |
| 銀     | アンドリュー・ウェイブレット | アルペンスキー       | 男子スーパー大回転   |
| 銀     | エラナ・マイヤーズ ローリン・ウィリアムズ | ボブスレー           | 女子2人乗り          |
| 銀     | ケイシー・ベラミー メーガン・ボジェク アレックス・カーペンター ジュリー・チュー ケンダル・コイン ブリアナ・デッカー ミーガン・ドゥーガン リンジー・フライ アマンダ・ケセル ヒラリー・ナイト ジョセリン・ラムルー モニーク・ラムルー ジジ・マーヴィン ブライアン・マクラークリン ミシェル・ピカール ジョセフィン・プッチ モリー・シャウス アン・シュレパー ケリー・スタック リー・ステックレイン ジェシー・ヴェター | アイスホッケー       | 女子                 |
| 銀     | エドワード・アルバレス J・R・セルスキー クリス・クレーブリング ジョーダン・マローン | ショートトラック     | 男子5000mリレー      |
| 銅     | ニコラス・ゲッパー | フリースタイルスキー | 男子スロープスタイル |
| 銅     | ハナ・カーニー | フリースタイルスキー | 女子モーグル         |
| 銅     | ジェレミー・アボット ジェイソン・ブラウン アシュリー・ワグナー グレイシー・ゴールド マリッサ・キャステリ サイモン・シュナピア メリル・デイヴィス チャーリー・ホワイト | フィギュアスケート   | 団体戦               |
| 銅     | ボディー・ミラー | アルペンスキー       | 男子スーパー大回転   |
| 銅     | ジュリア・マンカソ | アルペンスキー       | 女子スーパー複合     |
| 銅     | エリン・ハムリン | リュージュ           | 女子1人乗り          |
| 銅     | ケリー・クラーク | スノーボード         | 女子ハーフパイプ     |
| 銅     | アレックス・ディーボールド | スノーボード         | スノーボードクロス   |
| 銅     | マシュー・アントワン | スケルトン           | 男子                 |
| 銅     | スティーブン・ホルコム スティーブン・ラングトン | ボブスレー           | 男子2人乗り          |
| 銅     | スティーブン・ホルコム スティーブン・ラングトン カーティス・トマセービクツ クリストファー・フォ | ボブスレー           | 男子4人乗り          |
| 銅     | ジェイミー・グルーベル アジャ・エバンス | ボブスレー           | 女子2人乗り          |